# Aeropuerto de Perm-Bajarevka
El Aeropuerto de Perm-Bajarevka (ruso: Аэропорт Пермь-Бахаревка; código IATA , ICAO: USPB) es un aeropuerto civil situado a unos 6 km al sudoeste de Perm, en el krai de Perm, Rusia.
Fue inaugurado en 1957, aunque desde 1939 existía en la población una "estación de vuelo" en el lugar que ahora ocupa el bulevar de Gagarin.
Hasta el año 1965 era el principal aeropuerto civil de la ciudad. Estaba dedicado a las líneas locales de Perm, aunque también se realizaban vuelos a Tomsk, "Leningrado", Moscú o Almatý. La limitación para recibir aviones a reacción hizo que los tráficos realizados con las nuevas aeronaves fueran acogidos en Perm-Bolshoe Savino, reduciendo cada vez más el tráfico en este aeropuerto.
Fue cerrado al tráfico aéreo en 2006. En 2007, tras la quiebra de la empresa que lo gestionaba, "FGUP Segunda Aeroempresa Estatal de Perm"  (ruso: ФГУП «Второе Пермское государственное авиапредприятие»), la instalación fue subastada. Desde entonces se realizan deportes de motor y conciertos. Al parecer está prevista la construcción de viviendas en los terrenos que todavía ocupa el aeropuerto.

## Pista
Existe una pista de hormigón en dirección 08/26 de 625x30 m. (2050x98 pies).